# Aftenposten

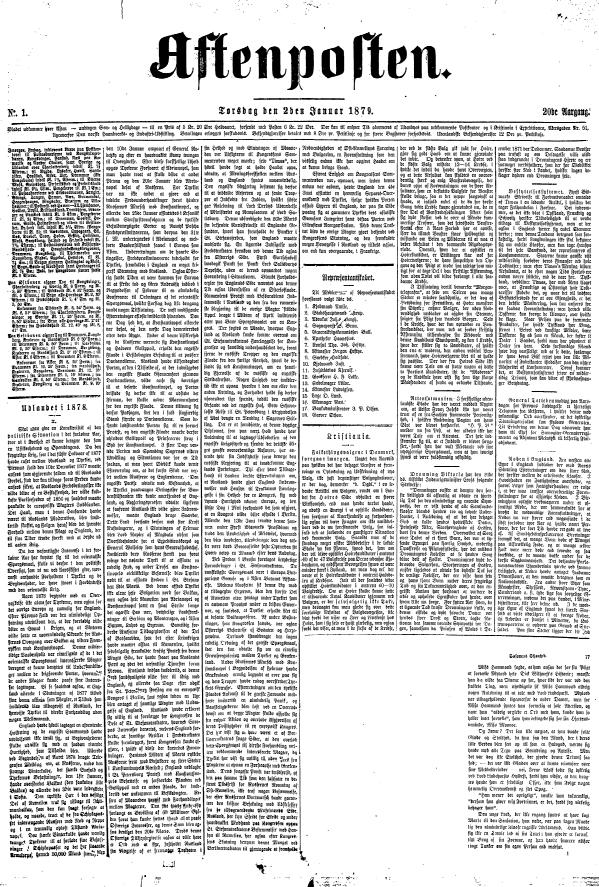
Förstasidan den 2 januari 1879.

Aftenposten är en norsk dagstidning som ges ut i Oslo. Aftenposten ägs av Schibstedkoncernen.

## Historik
Aftenposten grundades av Christian Schibsted 14 maj 1860 under namnet Christiania Adresseavis. Aftenposten som 1861 fick sitt nuvarande namn, var till en början opolitisk och lade mest an på nyhetsförmedling, reportage och dylikt, men från 1868 övergick den till konservativt organ och fick som sådant genom sin insats under 1880-talets politiska strider en framskjuten och inflytelserik ställning.
En utmärkt ledare hade Aftenposten i grundarens son, Amandus Schibsted, som var chefredaktör från 1879 till sin död 1913. Han efterträddes av O. Christoffersen (1913–1919) och Th. Diesen (1913–1925), F. Fröisland (1925–2930) och J. Nesse, som 1929 hade blivit politisk redaktör i Aftenposten. Samma år blev C. Huitfeldt chef för nyhetsavdelningen (till 1935), H. Överland för den utrikespolitiska avdelningen och H. Endsjö för den 1926 startade underhållningsbilagan "A-magasinet".
Aftenposten, som utvecklat sig till ett av Norges bäst skötta tidningsföretag, blev under tyska ockupationen av Norge nazifierad i september 1941. Nesse blev arresterad och avsatt, Överland förvisad från Oslo i april 1942 men måste kvarstå som formell redaktör till sin död 1944. Vid Norges befrielse övertogs redaktionen åter av den gamla redaktionsstaben med Nesse och H. J. S. Huitfeldt (dotterson till ovan nämnde Amadeus Schibstedt) som redaktörer och P. Christian Andersen, B. Bunkholdt och H. Rösoch som respektive ledare för nyhets-, utrikes- och kulturavdelning.

## Politik
Före och under andra världskriget var tidningen antikommunistisk. Den tog ställning för den italienska fascismen. Tidningen tog ställning 1933 för det nazistiska maktövertagandet i Tyskland. Detta ledde till att tidningen fick ett uppsving efter att Nasjonal Samling fick makten i samband med den tyska ockupationen. De flesta andra tidningar förbjöds och tidningen införde Rettskrivningen av 1941. Tidningen fick i det närmaste annonsmonopol. Efter kriget betalade tidningen symboliska summor till andra tidningar i skadestånd, den förblev ledande borgerlig tidning.
Under kalla kriget var tidningen proamerikansk. Tidningen har stöttat norskt EU-medlemskap och den norska monarkin.

## Utgivning
Aftenposten ges ut på riksmål, den norska språkform som står närmast danska. Aftenposten utkommer med en morgonutgåva måndag till söndag och en eftermiddagsutgåva, "Aften", tisdag till torsdag.
Tidningens morgonutgåvor har omkring 750 000 läsare vilket gör den till landets näst största tidning efter VG. Söndagsutgåvan har omkring 520 000 läsare. Kvällsutgåvorna har omkring 430 000 läsare och är landets tredje största tidning. 
Tidningen delar varje år ut Aftenpostens guldmedalj till den utövare som gjort den bästa idrottsprestationen i norsk idrott.
Politiskt betecknas Aftenposten som "oberoende konservativ" (uavhengig konservativ).

## Upplagsstatistik

### Morgonupplagan
Tall från norska Mediebedriftenes Landsforening 1980 - 2009:
| - 1980: 223 925 - 1981: 227 122 - 1982: 230 205 - 1983: 232 459 - 1984: 233 998 - 1985: 240 600 - 1986: 252 093 - 1987: 260 915 - 1988: 264 469 - 1989: 267 278 - 1990: 265 558 - 1991: 269 278 - 1992: 274 870 - 1993: 278 669 - 1994: 279 965 | - 1995: 282 018 - 1996: 283 915 - 1997: 286 163 - 1998: 288 078 - 1999: 284 251 - 2000: 276 429 - 2001: 262 632 - 2002: 263 026 - 2003: 256 639 - 2004: 249 861 - 2005: 252 716 - 2006: 248 503 - 2007: 250 179 - 2008: 247 556 - 2009: 243 188 | \| \| \| Aftenposten - nettoupplaga 1980 - 2009 \| |
| | |                                                    |
| Aftenposten - nettoupplaga 1980 - 2009 | |                                                    |

### Kvällsupplagan
Tall från norska Mediebedriftenes Landsforening: 1989 - 2009:
| - 1939: 78 700 - 1989: 193 932 - 1990: 192 896 - 1991: 195 022 - 1992: 197 738 - 1993: 198 647 - 1994: 188 544 | - 1995: 186 003 - 1996: 188 635 - 1997: 191 269 - 1998: 186 417 - 1999: 180 497 - 2000: 175 783 - 2001: 167 671 - 2002: 163 924 - 2003: 155 366 - 2004: 148 067 - 2005: 141 612 - 2006: 137 141 - 2007: 131 089 - 2008: 124 807 - 2009: 111 566 | \| \| \| Aften - nettoupplaga 1989 - 2009 \| |
| | |                                              |
| Aften - nettoupplaga 1989 - 2009                                                                               | |                                              |

## Chefredaktörer
- Elling Kristoffersen, 1860–1863
- Zacharias Schlytter, 1863–1867
- Johan Magelssen, 1867–1879
- Amandus Schibsted, 1879–1913
- Ola Christofersen, 1913–1919
- Thorstein Diesen, 1913–1925
- Frøis Frøisland, 1919–1930
- Johs. Nesse, 1930–1941
- Haakon Øverland, 1936–1943
- Henry E. Endsjø, 1941–1945
- Johs. Nesse, 1945–1948
- Henrik J. S. Huitfeldt, 1945–1973
- Einar Diesen, 1948–1968
- Herman Smitt Ingebretsen, 1949–1961
- Torolv Kandahl, 1961–1970
- Reidar Lunde, 1970–1978
- Hans Vatne, 1970–1984
- Trygve Ramberg, 1978–1986
- Egil Sundar, 1984–1990
- Andreas Norland, 1989–1993
- Einar Hanseid, 1994–2003
- Hans Erik Matre, 2004–2009
- Hilde Haugsgjerd, 2009–2013
- Espen Egil Hansen, 2013–

Källa: Store norske leksikon